# Terminologie anatomică
Terminologia anatomică este o metodă de terminologie științifică folosită de anatomiști, zoologi și profesioniștii din domeniul sănătății, cum ar fi medicii. 
Terminologia anatomică folosește mulți termeni, sufixe și prefixe unice care derivă din greaca antică și latină. Acești termeni pot fi confuzi pentru cei care nu sunt familiarizați cu ei, dar pot fi mai exacți, reducând ambiguitatea și eventualele erorile. De asemenea, deoarece acești termeni anatomici nu sunt folosiți în conversațiile de zi cu zi, semnificațiile lor sunt mai puțin susceptibile de a se schimba și mai puțin susceptibile de a fi interpretate greșit. 
Pentru a ilustra cât de inexact poate fi un limbaj cotidian, iată un exemplu: o cicatrice „deasupra încheieturii” ar putea fi amplasată pe antebraț la doi sau trei centimetri distanță de mână sau la baza mâinii; și ar putea fi pe partea palmei sau pe partea din spate a brațului. Folosind o terminologie anatomică precisă, o astfel de ambiguitate este eliminată.  
A fost creat un standard internațional pentru terminologia anatomică, Terminologia Anatomica. 

## Formarea cuvintelor
Terminologia anatomică are o morfologie destul de regulată, aceleași prefixe și sufixe sunt folosite pentru a adăuga semnificații la rădăcini diferite. Rădăcina unui termen se referă adesea la un organ sau țesut. De exemplu, denumirile latine de structuri, cum ar fi musculus biceps brachii pot fi împărțite și se referă la, musculus pentru mușchi, biceps pentru "două capete", brachii ca în regiunea brahială a brațului. Primul cuvânt descrie despre ce se vorbește, al doilea îl descrie și al treilea indică locația.  
Când se descrie poziția structurilor anatomice, structurile pot fi descrise în funcție de reperul anatomic în care se află. Aceste repere pot include structuri, cum ar fi ombilicul sau sternul, sau linii anatomice, cum ar fi linia medioclaviculară din centrul claviculei. Cefalusul sau regiunea cefalică se referă la cap. Această zonă este în continuare diferențiată în cranium (craniu), facies (față), frons (frunte), oculus (zona ochilor), auris (ureche), bucca (obraz), nasus (nas), oris (gură) și mentum (bărbie). Zona gâtului se numește regiunea cervicală sau cervix. Exemple de structuri numite în acest sens includ mușchiul frontalis, limfonodulii submentali, membrana bucală și mușchiul orbicularis oculi. 
Uneori, terminologia unică este folosită pentru a reduce confuzia între diferite părți ale corpului. De exemplu, diferiți termeni sunt utilizați când se face referință la craniu în raport cu originea sa embrionică și poziția înclinată față de alte animale. În acest sens, rostral se referă la apropierea față de partea frontală a nasului și în mod particular este utilizată când este descris craniul.:4  În mod similar terminologia diferențiată este utilizată adesea la membre, în mod particular pentru a reduce ambiguitatea în a descrie "în față", "în spate", "în interior " sau "în exterior " în raport de suprafața dată. Din acest motiv, sunt utilizați următorii termeni:
- Radial care se referă la osul de radius, văzut lateral în poziția anatomică standard.
- Ulnar referindu-se la osul ulna, poziționat medial atunci când este în poziția anatomică standard.

Alți termeni sunt folosiți și pentru a descrie mișcarea și acțiunile mâinilor și picioarelor, precum și a altor structuri precum ochiul. 

## Istorie
Terminologia morfologică internațională este folosită de colegiile de medicină și stomatologie și alte domenii ale științelor sănătății. Acesta facilitează comunicarea și schimburile între oamenii de știință din diferite țări ale lumii și este folosit zilnic în domeniile cercetării, predării și îngrijirii medicale. Terminologia morfologică internațională se referă la științele morfologice ca ramură a științelor biologice. În acest domeniu, forma și structura sunt examinate, precum și modificările sau evoluțiile din organism. Este descriptiv și funcțional. Practic, acoperă anatomia primară și microscopica (histologia și citologia) ființelor vii. Ea implică atât anatomia dezvoltării (embriologie), cât și anatomia adultului. De asemenea, include anatomia comparativă între diferite specii. Vocabularul este extins, variat și complex și necesită o prezentare sistematică. 
În domeniul internațional, un grup de experți revizuiește, analizează și discută termenii morfologici ai structurilor corpului uman, formând astăzi Comitetul de terminologie (FICAT) din Federația Internațională a Asociațiilor de Anatomiști (IFAA).   Aceasta se ocupă de terminologia anatomică, histologică și embriologică. În domeniul latino-american, există întâlniri numite Iberian Latin American Symposium Terminology (SILAT), unde un grup de experți ai Asociației Panamericane de Anatomie (PAA)  care vorbesc spaniola și portugheza, studiază terminologia morfologică internațională. 
Standardul internațional actual pentru terminologia anatomică umană se bazează pe Terminologia Anatomica (TA). Acesta a fost dezvoltat de Comitetul Federativ de Terminologie Anatomică (FCAT) și Federația Internațională a Asociațiilor de Anatomiști (IFAA) și a fost lansat în 1998.  Acesta înlocuiește standardul anterior, Nomina Anatomica.  Terminologia Anatomica conține terminologie pentru aproximativ 7500 de structuri anatomice primare (macroscopice) umane.  Pentru microanatomie, cunoscută sub numele de histologie, există un standard similar în Terminologia Histologica, iar pentru embriologie, studiul dezvoltării, există un standard în Terminologia Embryologica. Aceste standarde specifică denumiri general acceptate, care pot fi utilizate pentru a se referi la structuri histologice și embrionare în articole de revistă, manuale și alte domenii. Din septembrie 2016, două secțiuni ale Terminologiei Anatomice, inclusiv sistemul nervos central și sistemul nervos periferic, au fost contopite pentru a forma Terminologia Neuroanatomica. 
Recent, Terminologia Anatomica este percepută critic pentru conținutul său, inclusiv acoperire, greșeli de gramatică și ortografie, inconsecvențe și erori. 

## Locație
Terminologia anatomică este adesea aleasă pentru a evidențierea locației relativă a structurilor corpului. De exemplu, un anatomist ar putea descrie o bandă de țesut drept „inferioară” alteia sau un medic ar putea descrie o tumoare drept „superficială” unei structuri mai profunde a corpului.  

### Poziție anatomică

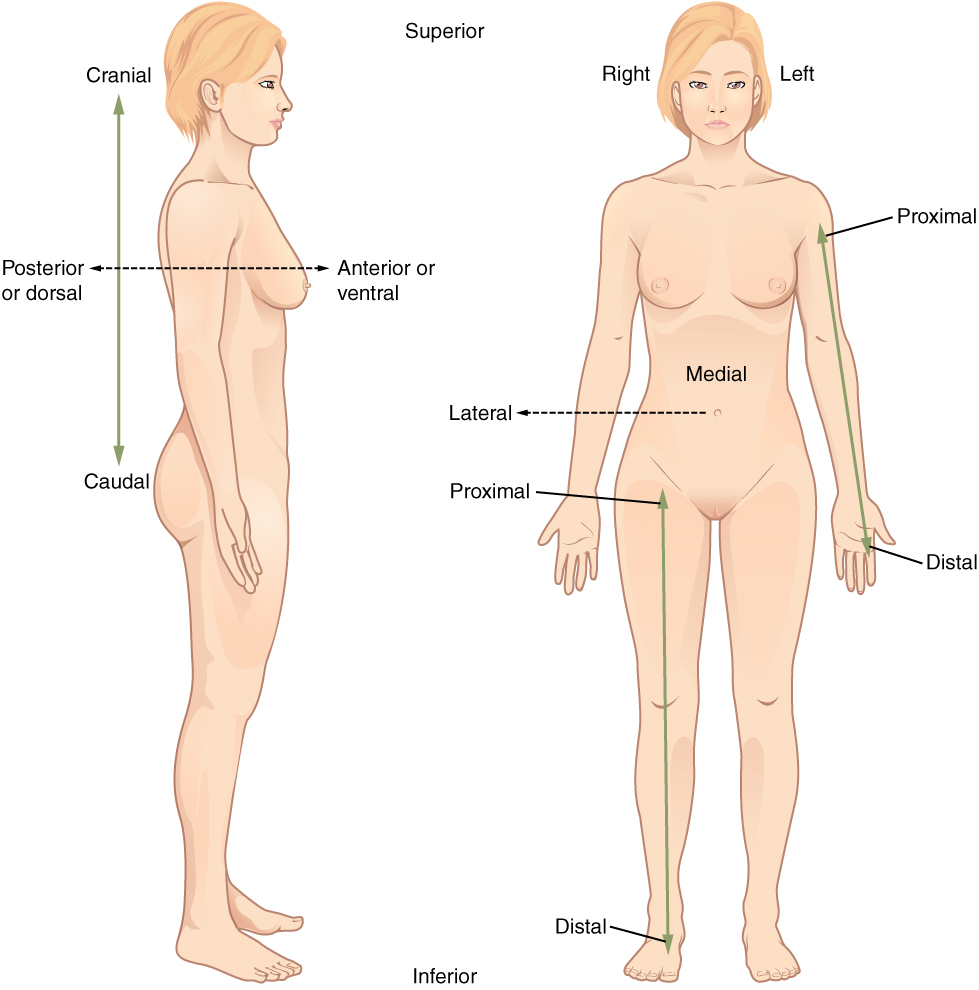
Poziția anatomică, cu menționarea termenilor locației relative.

Termenii anatomici folosiți pentru a descrie locația se bazează pe un corp poziționat în ceea ce se numește poziția anatomică standard. Această poziție este cea în care o persoană stă în picioare, cu picioarele apropiate, cu palmele înainte și cu degetele mari spre exterior.  La fel cum hărțile sunt în mod normal orientate cu nordul în vârf, „harta” sau poziția anatomică a corpului este cea a corpului în picioare vertical, cu picioarele la lățimea umărului și paralele, cu vârfurile în față. Membrele superioare sunt ținute spre fiecare parte, iar palmele mâinilor sunt îndreptate în față.  
Utilizarea poziției anatomice standard reduce confuzia. Însemnând că, indiferent de poziția unui corp, poziția structurilor în cadrul acestuia poate fi descrisă fără ambiguitate. 

### Regiuni

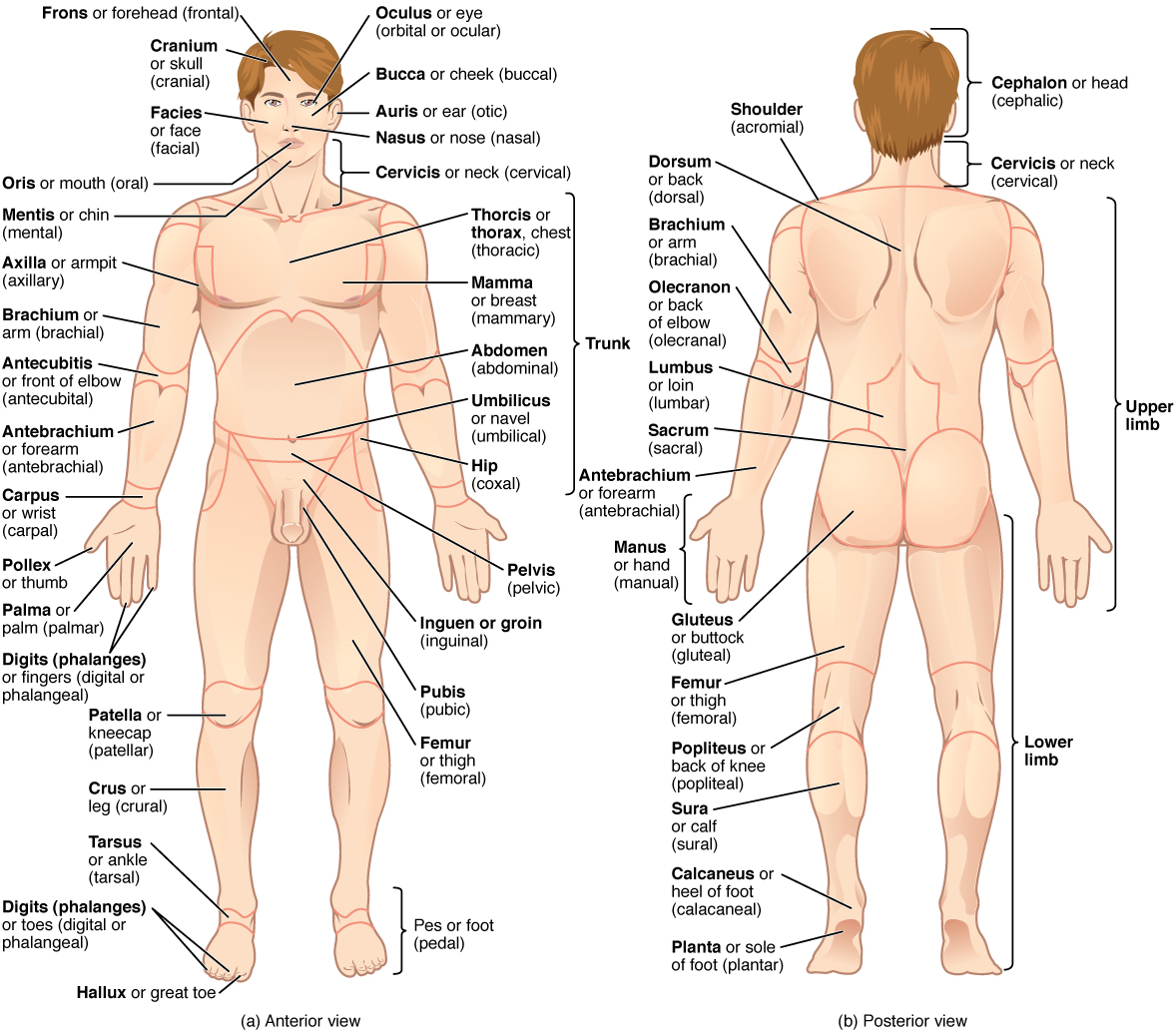
Corpul uman este prezentat în poziție anatomică într-o vedere anterioară și o vedere posterioară. Regiunile corpului sunt etichetate cu caractere aldine.

În ceea ce privește anatomia, corpul este împărțit în regiuni. În partea din față, trunchiul este denumit „torace” și „abdomen”. Spatele ca zonă generală este zona dorsală sau dorsum, iar partea inferioară a spatelui este regiunea lombară sau lumbus. Omoplații sunt zona scapulară, iar sânul este regiunea sternală. Zona abdominală este regiunea dintre piept și pelvis. Sânul este denumit și regiunea mamară, axila ca axilă și axilară, iar buricul ca ombilic și ombilical. Pelvisul este torsul inferior, între abdomen și coapse. Inghinal, unde coapsa se unește cu trunchiul, sunt zona inghinală și inghinalul. 
Întregul braț este denumit brachium și brahial, partea din față a cotului ca antecubitis și antecubitală, partea din spate a cotului ca olecranul sau olecranal, antebrațul ca antebrachium și antebrahial,  încheietura mâinii ca carp și zona carpiană, mâna ca manus și manual, palma ca palma și palmar, degetul mare ca pollex, iar degetele ca digitus, falange și falangeal. Fesele sunt regiunea gluteală sau gluteus, iar zona pubiană este pubisul. 
Anatomiștii împart membrul inferior în coapsă (partea membrului dintre șold și genunchi) și picior (care se referă doar la zona membrului dintre genunchi și gleznă).  Coapsa este femurul și regiunea femurală. Genunchiul este patella și regiunea patelară, în timp ce partea din spate a genunchiului este popliteus și zona popliteală. Piciorul (între genunchi și gleznă) este crural și zona crurală, aspectul lateral al piciorului este zona peroneală, iar zona din spatele genunchiului este sura și regiunea surală. Glezna este tarsusul și zona tarsiană, iar călcâiul este calcaneus sau zona calcaneusului. Piciorul este pedus și regiunea pedusală, iar talpa piciorului planta și zona plantară. Ca și în cazul degetelor mâinilor, degetele de la picioare se mai numesc digitus, falange și zona falangiană. Degetul mare este denumit hallux. 

#### Abdomen

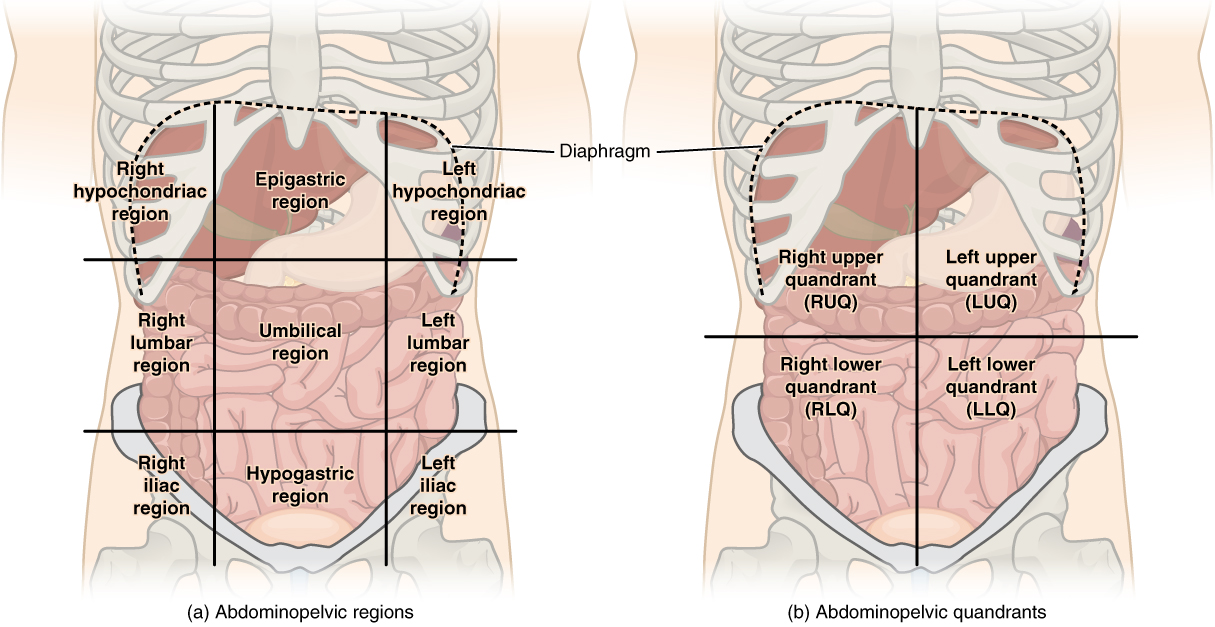
Regiunile abdominale sunt utilizate de exemplu pentru localizarea durerii.

Pentru a promova o comunicare clară, de exemplu despre localizarea durerii abdominale a unui pacient sau o masă suspectă, cavitatea abdominală poate fi împărțită în nouă regiuni sau patru car.  
Cadrane
Abdomenul poate fi împărțit în patru cadrane, mai frecvent utilizate în medicină, ce subdivide cavitatea cu ajutorul a două linii imaginare: o linie orizontală și una verticală care se intersectează la nivelul buricului (ombilicul).  Cadranul superior drept (CSD) include coastele inferioare drepte, partea dreaptă a ficatului și partea dreaptă a colonului transvers. Cadranul superior stâng (CSS) include coastele stângi inferioare, stomacul, splina și zona stângă superioară a colonului transvers. Cadranul inferior drept (CID) include jumătatea dreaptă a intestinului subțire, colonul ascendent, osul pelvin drept și zona superioară dreaptă a vezicii urinare. Cadranul inferior stâng (CIS) conține jumătatea stângă a intestinului subțire și osul pelvin stâng. 
Regiuni
Abordarea regională mai detaliată subdivie cavitatea în nouă regiuni, prin două linii verticale și două linii orizontale imaginare trasate conform structurilor de reper. Verticalele, sau liniile medioclaviculare, sunt desenate ca și cum ar fi picat din punctul de mijloc al fiecărei clavicule. Linia orizontală superioară este linia subcostală trasată imediat în partea inferioară a ultimelor coaste.  Linia orizontală inferioară se numește linia intertuberculară și este deasupra tuberculilor iliaci, care se găsesc la aspectul superior al pelvisului. Pătratul din dreapta sus este regiunea hipocondrică dreaptă și conține baza coastelor din dreapta. Pătratul superior stâng este regiunea hipocondrică stângă și conține baza coastelor din stânga. 
Regiunea epigastrică este pătratul central superior și conține marginea inferioară a ficatului, precum și zonele superioare ale stomacului. Diafragma se curbează în formă de U în sus în aceste trei regiuni. Regiunea centrală dreaptă se numește regiunea lombară dreaptă și conține colonul ascendent și marginea dreaptă a intestinului subțire. Pătratul central conține colonul transvers și regiunile superioare ale intestinului subțire. Regiunea lombară stângă conține marginea stângă a colonului transvers și marginea stângă a intestinului subțire. Pătratul inferior drept este regiunea iliacă dreaptă și conține oasele pelvine drepte și colonul ascendent. Pătratul inferior stâng este regiunea iliacă stângă și conține osul pelvin stâng și regiunile inferioare stângi ale intestinului subțire. Pătratul central inferior conține partea inferioară a oaselor pubiene, regiunile superioare ale vezicii urinare și regiunea inferioară a intestinului subțire. 

### Termeni standard
Când anatomiștii se referă la dreapta și la stânga corpului, aceștia se referă la dreapta și la stânga subiectului, nu la dreapta și la stânga observatorului. Când observați un corp în poziția anatomică, stânga corpului se află în dreapta observatorului și invers. 
Acești termeni sunt standardizați pentru a se evita confuzia. Exemple de termeni includ:  :4
- Anterior și posterior, care descriu structurile din partea din față  (anterioară) și din spate (posterioară) a corpului. De exemplu, degetele de la picioare sunt anterioare călcâiului, iar popliteul este posterior celui patelei.
- Superior și inferior, care descriu o poziție deasupra (superioară) sau dedesubtul (inferioară) a unei alte părți a corpului. De exemplu, orbitele sunt superioare orisului, iar pelvisul este inferior abdomenului.
- Proximal și distal, care descrie o poziție care este mai aproape de (proximal) sau mai departe de (distal) trunchiul corpului.  De exemplu, umărul este proximal de braț, iar piciorul este distal de genunchi.
- Superficial și profund, care descrie structuri care sunt mai aproape de (superficial) sau mai departe de (profund) suprafața corpului. De exemplu, pielea este superficială față de oase, iar creierul este profund față de craniu.  Uneori profund este folosit sinonim cu prl.
- Medial și lateral, care descrie o poziție care este mai aproape de (media) sau mai departe de (lateral) linia mediană a corpului. De exemplu, nasul este medial la ochi, iar degetul mare este lateral față de celelalte degete.
- Ventral și dorsal, care descriu structuri derivate din partea anterioară (ventrală) și din spate (dorsală) a embrionului, înainte de rotația membrelor.
- Rostral și caudal, care descriu structuri apropiate de (rostral) sau mai departe de (caudal) nasului. De exemplu, ochii sunt rostrali spre partea din spate a craniului, iar coada coadă este caudală până la piept.
- Craniene și caudale, care descriu structuri apropiate de vârful craniului (cranial) și spre partea inferioară a corpului (caudală).
- Ocazional, sunt utilizate sinistru pentru stânga și dexter pentru dreapta.
- Împerecheat, referindu-se la o structură prezentă pe ambele părți ale corpului. De exemplu, mâinile sunt structuri împerecheate.

### Axe
Fiecare termen de locație de mai sus poate defini direcția unui vector, iar perechile acestora pot defini axe, adică linii de orientare. De exemplu, se poate spune că sângele curge într-o direcție proximă sau distală, iar axele anteroposterior, mediolaterale și inferosuperior sunt linii de-a lungul cărora corpul se extinde, ca axele X, Y și Z ale unui sistem de coordonate carteziene . O axă poate fi proiectată pe un plan corespunzător. 

### Planuri

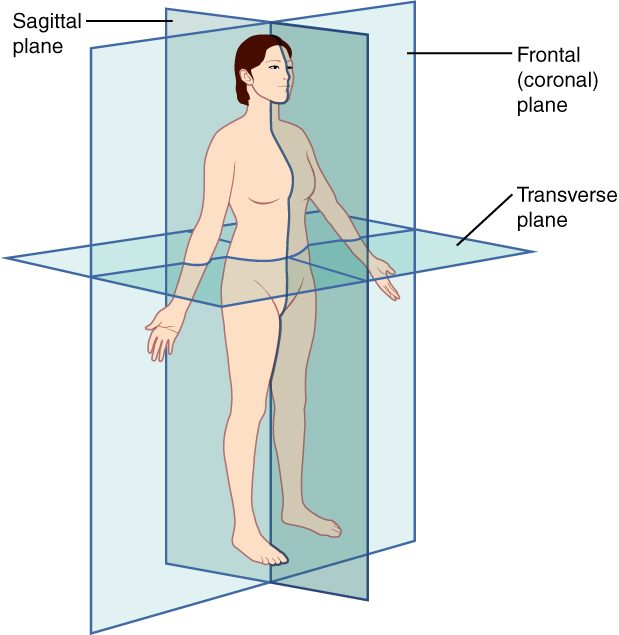
Cele trei planuri anatomice ale corpului: planurile sagitale, transversale (sau orizontale), frontale

Anatomia este adesea descrisă în planuri, referindu-ne la secțiuni bidimensionale ale corpului. O secțiune este o suprafață bidimensională a unei structuri tridimensionale care a fost tăiată. Un plan este o suprafață imaginară bidimensională care trece prin corp. La anatomie și medicină se face referire la trei planuri:   :4
- Planul sagital este planul care împarte corpul sau un organ pe verticală în laturile din dreapta și din stânga. Dacă acest plan vertical circulă direct pe mijlocul corpului, se numește plan median sau median . Dacă împarte corpul în laturile inegale la dreapta și la stânga, se numește plan parasagital, sau mai puțin frecvent o secțiune longitudinală.
- Planul frontal este planul care împarte corpul sau un organ într-o porțiune anterioară (față) și o porțiune posterioară (posterioară). Planul frontal este adesea denumit plan coronal, urmând corona latină  , care înseamnă „coroana”.
- Planul transvers este planul care împarte corpul sau organul orizontal în porțiuni superioare și inferioare. Avioanele transversale produc imagini denumite secțiuni transversale.

## Status funcțional
Termenii anatomici pot fi folosiți pentru a descrie starea funcțională a unui organ:     
- Anastomozele se referă la conexiunea dintre două structuri ramificate anterior, precum vasele de sânge sau venele frunzelor.
- Brevet, care înseamnă o structură precum o arteră sau o venă care rămâne anormală, cum ar fi un brevet ductus arteriosus, referindu-se la ductus arteriosus care în mod normal devine ligamentum arteriosum în termen de trei săptămâni de la naștere. Ceva care este brevet se poate referi, de asemenea, la un canal, cum ar fi un vas de sânge, secțiunea intestinului, un sistem de colectare sau o conductă care nu este ocluzată și rămâne deschisă la curgere liberă. Astfel de obstrucții pot include un calcul (adică o piatră renală sau o piatră biliară ), o placă (ca cea întâlnită în arterele vitale, cum ar fi arterele coronare și arterele cerebrale ) sau o altă obstrucție nespecificată, cum ar fi o obstrucție în masă sau intestin .
- Un plex se referă la un aranjament asemănător net al unui nerv .

### Variabilitatea anatomică
Termenul de variabilitate anatomică este utilizat pentru a face referire la o diferență de structuri anatomice care nu este considerată o boală. Multe structuri variază ușor între oameni, de exemplu mușchii care se atașează în locuri ușor diferite. De exemplu, prezența sau absența tendonului palmaris longus . Variabilitatea anatomică este deosebită de anomaliile congenitale, care sunt considerate o afecțiuni. 

## Mișcare

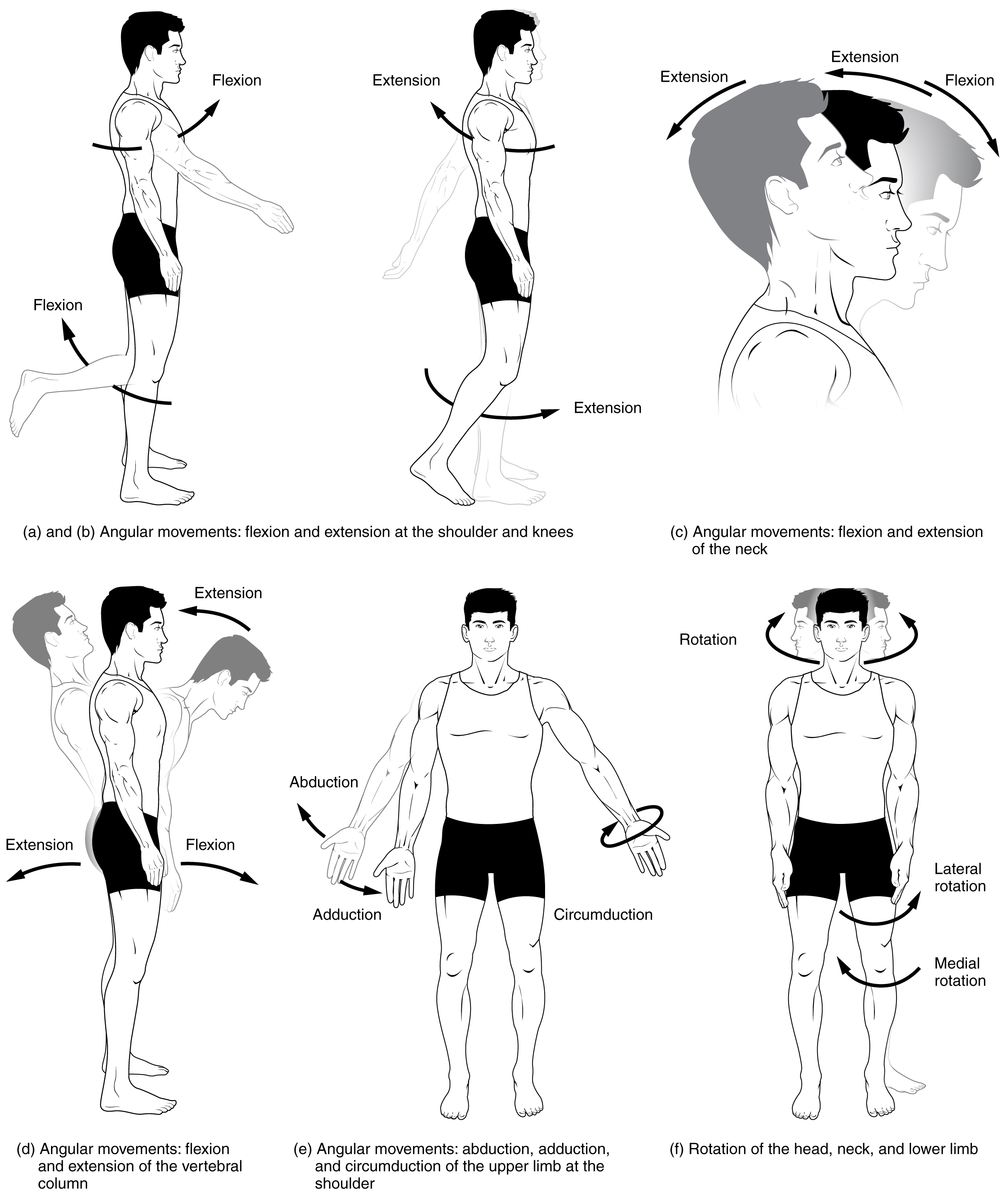

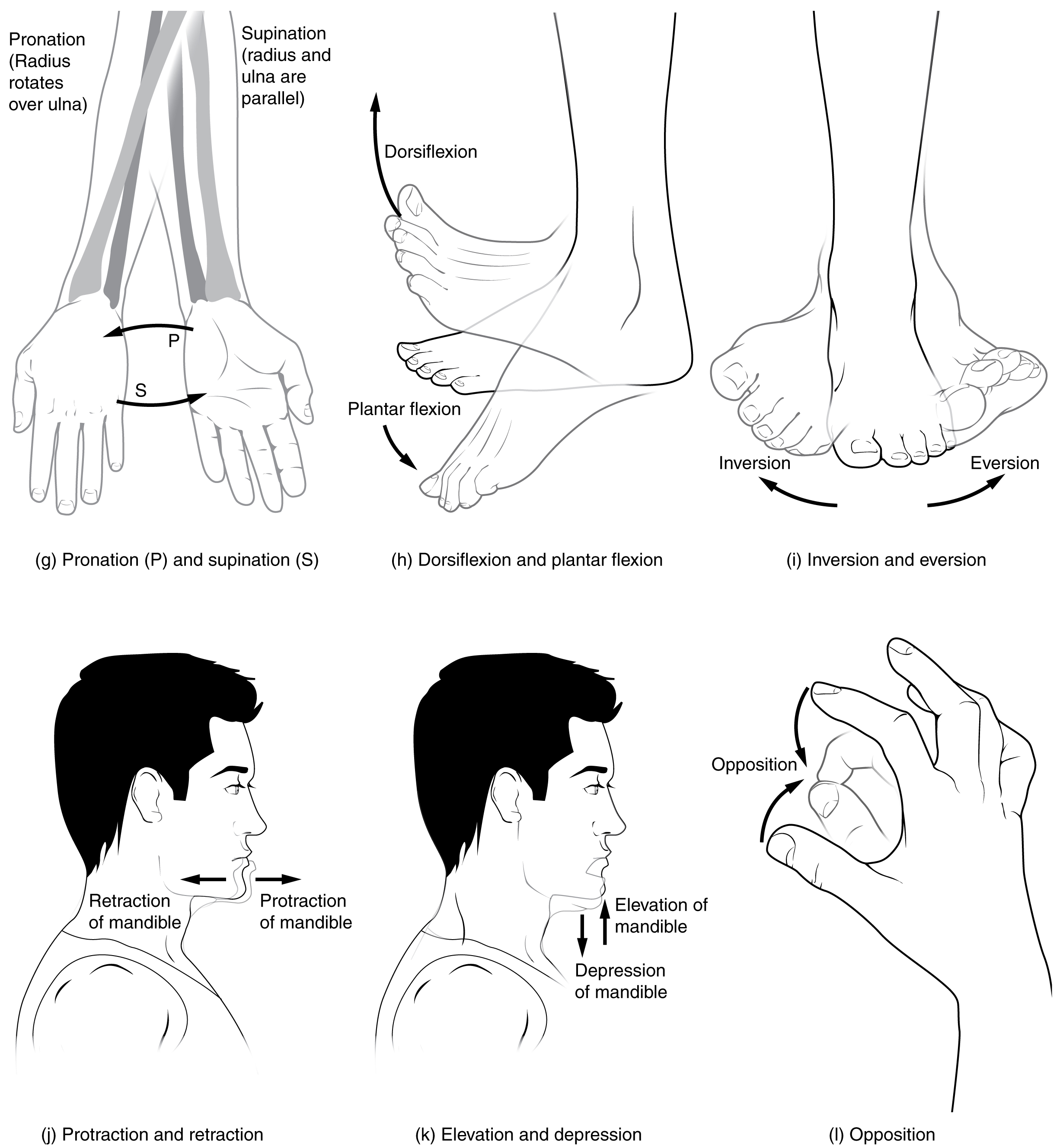

Articulațiile, în special articulațiile sinoviale permit corpului o gamă variată de mișcări. Fiecare mișcare a unei articulații sinoviale rezultă din contracția sau relaxarea mușchilor care sunt atașati de oase de o parte și de alta a articulației. Tipul de mișcare care poate fi produs la o articulație sinovială este determinat de tipul său structural. 
Tipurile de mișcare sunt în general împerecheate, una fiind opusă celeilalte. Mișcările corpului sunt descrise întotdeauna în raport cu poziția anatomică a corpului: poziția verticală, cu membrele superioare spre partea corpului și palmele orientate în față. 

### Mișcarea generală
Termenii care descriu mișcarea în general includ: 
- Flexion and extension, which refer to a movement that decreases (flexion) or increases (extension) the angle between body parts. For example, when standing up, the knees are extended.
- Abduction and adduction refers to a motion that pulls a structure away from (abduction) or towards (adduction) the midline of the body or limb. For example, a star jump requires the legs to be abducted.
- Internal rotation (or medial rotation) and external rotation (or lateral rotation) refers to rotation towards (internal) or away from (external) the center of the body. For example, the Lotus position posture in yoga requires the legs to be externally rotated.
- Elevation and depression refer to movement in a superior (elevation) or inferior (depression) direction. Primarily refers to movements involving the scapula and mandible.[11]

### Special motions of the hands and feet
These terms refer to movements that are regarded as unique to the hands and feet::590–7
- Dorsiflexion and plantarflexion refers to flexion (dorsiflexion) or extension of the foot at the ankle. For example, plantarflexion occurs when pressing the brake pedal of a car.
- Palmarflexion and dorsiflexion refer to movement of the flexion (palmarflexion) or extension (dorsiflexion) of the hand at the wrist. For example, prayer is often conducted with the hands dorsiflexed.
- Pronation and supination refer to rotation of the forearm or foot so that in the anatomical position the palm or sole is facing anteriorly (supination) or posteriorly (pronation) . For example, if a person makes a "thumbs up" gesture, supination will cause the thumb to point away from the body midline and the fingers and plam to be upwards, while pronation will cause the thumb to point towards the body midline with the back of the hand upwards.
- Eversion and inversion refer to movements that tilt the sole of the foot away from (eversion) or towards (inversion) the midline of the body.

## Mușchii

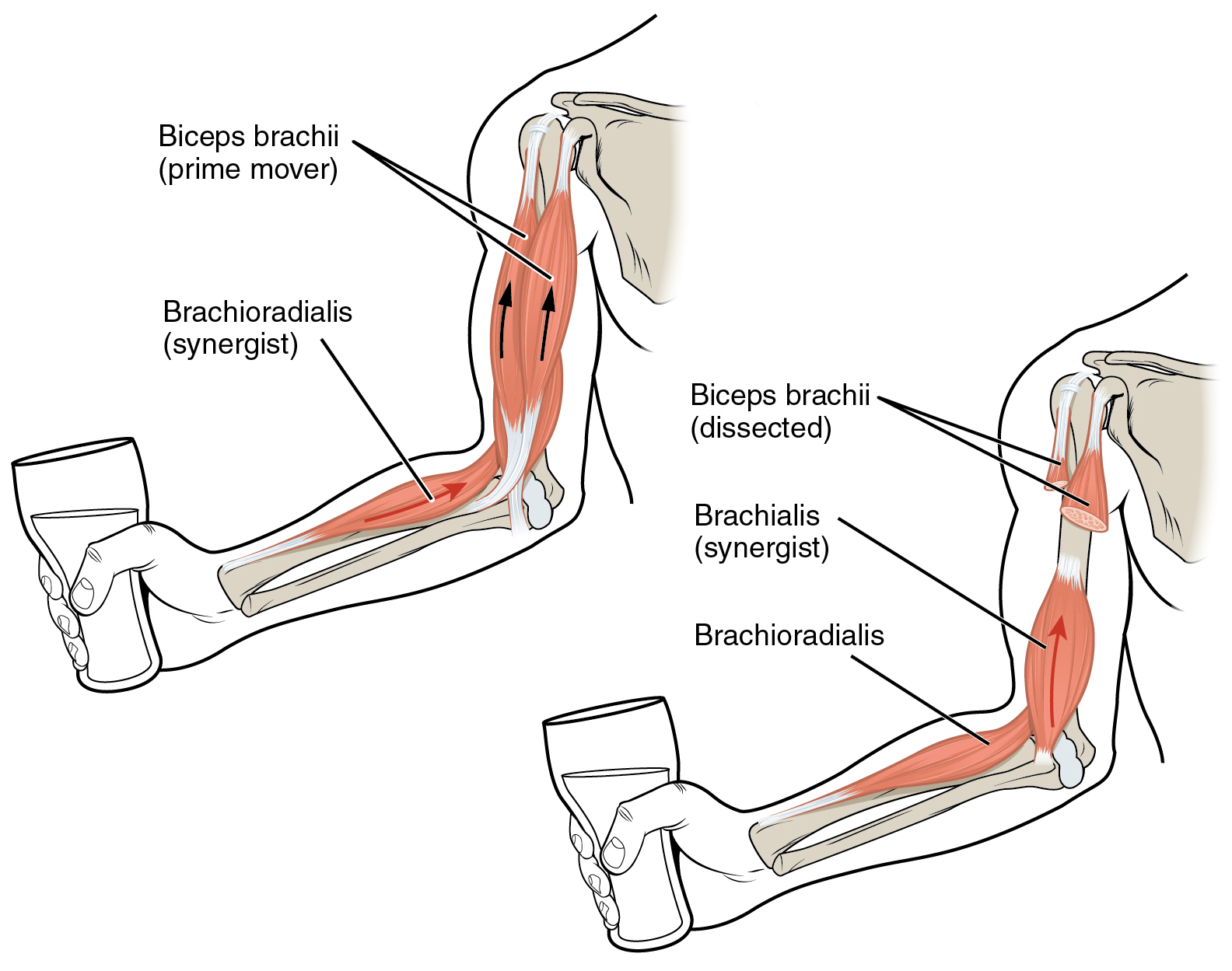
The biceps brachii flex the lower arm. The brachioradialis, in the forearm, and brachialis, located deep to the biceps in the upper arm, are both synergists that aid in this motion.

Muscle action that moves the axial skeleton work over a joint with an origin and insertion of the muscle on respective side. The insertion is on the bone deemed to move towards the origin during muscle contraction. Muscles are often present that engage in several actions of the joint; able to perform for example both flexion and extension of the forearm as in the biceps and triceps respectively. This is not only to be able to revert actions of muscles, but also brings on stability of the actions though muscle coactivation.

### Agonist and antagonist muscles
The muscle performing an action is the agonist, while the muscle which contraction brings about an opposite action is the antagonist. For example, an extension of the lower arm is performed by the triceps as the agonist and the biceps as the antagonist (which contraction will perform flexion over the same joint). Muscles that work together to perform the same action are called synergists. In the above example synergists to the biceps can be the brachioradialis and the brachialis muscle.

### Mușchii scheletici și netezi

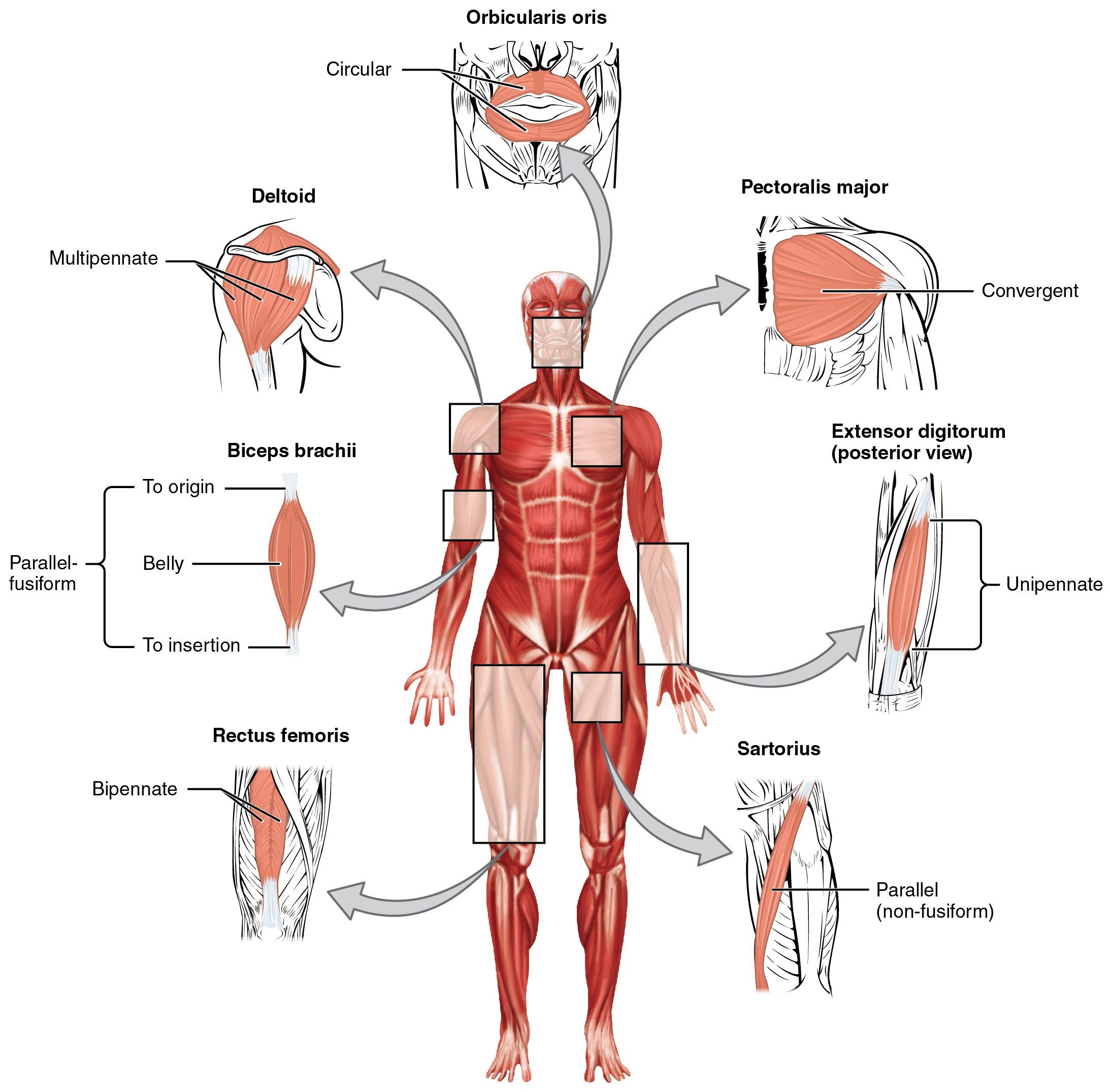
Mușchii scheletici ai corpului apar de obicei în șapte forme generale diferite. Această cifră arată corpul uman cu principalele grupuri musculare etichetate.

Anatomia primară a unui mușchi este cel mai important indicator al rolului său în organism. Un aspect deosebit de important al anatomiei primare a mușchilor este penarea sau lipsa acestora. În majoritatea mușchilor, toate fibrele sunt orientate în aceeași direcție, mergând pe o linie de la origine până la inserție. În mușchii penați, fibrele individuale sunt orientate într-un unghi în raport cu linia de acțiune, atașându-se la tendoanele de origine și inserție la fiecare capăt. Deoarece fibrele contractante converg în unghi față de acțiunea totală a mușchiului, iar modificarea lungimii este mai mică, dar această orientare permite mai multă forță prin mai multe fibre într-un mușchi de o anumită dimensiune. Mușchii penați se găsesc de obicei acolo unde schimbarea lungimii lor este mai puțin importantă decât forța maximă, cum ar fi rectus femoris. 
Mușchiul scheletic este aranjat în mușchi discret, un exemplu fiind biceps branchii. Epimisiumul dur, fibros al mușchiului scheletic este conectat și se continuă cu tendoanele. La rândul său, tendoanele se conectează la stratul de periostium care înconjoară oasele, permițând transferul de forță de la mușchi la schelet. Împreună, aceste straturi fibroase, împreună cu tendoanele și ligamentele, constituie fascia profundă a corpului. 

## Articulații
Mișcarea nu se limitează numai la articulațiile sinoviale, deși permit cea mai mare libertate. De asemenea, mușchii trec  deasupra simfizei, care permit mișcarea, de exemplu, în coloana vertebrală prin compresia discurilor intervertebrale. În plus, articulațiile sinoviale pot fi împărțite în diferite tipuri, în funcție de axa lor de mișcare. 

## Membranele

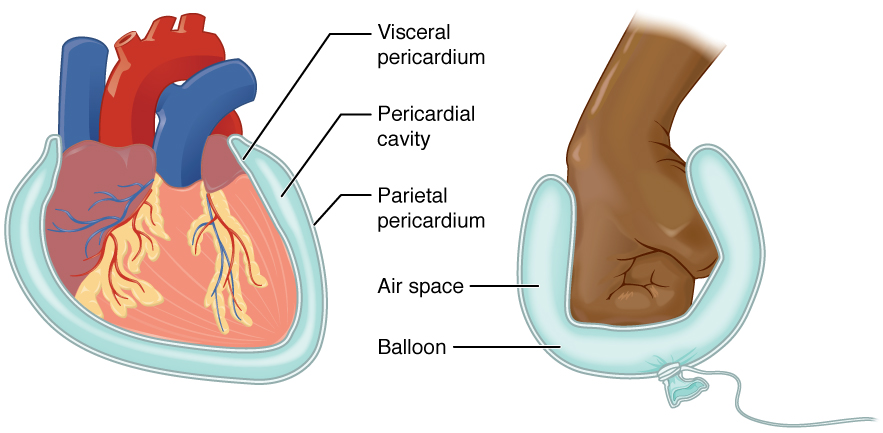
Membrana seroasă

Membrana seroasă (denumită și seroasa) este o membrană subțire care acoperă pereții organelor din cavitățile toracică și abdominală. Membranele seroase au două straturi: parietală și viscerală, care înconjoară un spațiu plin de fluid.  Stratul visceral al membranei acoperă organul (viscerele), iar stratul parietal aderă la pereții cavității corpului (pariet - se referă la un perete al cavității). Între straturile parietal și visceral se găsește un spațiu seros sau cavitate foarte subțire, plin de fluid.  De exemplu, pericardul este cavitatea seroasă care înconjoară inima.  
- Visceral și parietal descriu structuri care se raportează la un organ (visceral) sau peretele cavității în care se află organul (parietal). De exemplu, peritoneul parietal înconjoară cavitatea abdominală.

## Imagini suplimentare

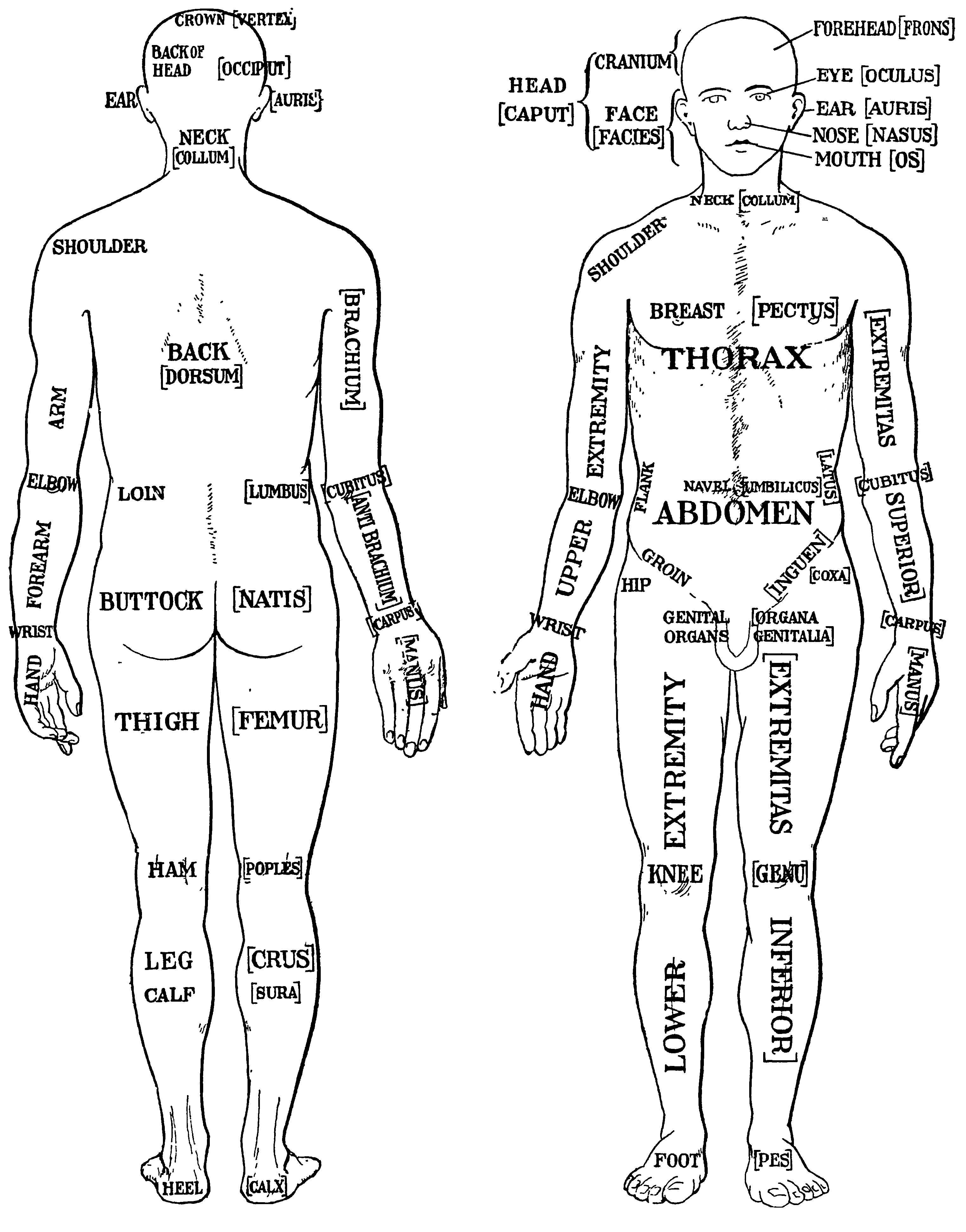
Set de terminologie mai vechi prezentat în Părțile corpului uman: Vedere posterioară și anterioară din ediția din 1933 a Anatomiei umane a lui Sir Henry Morris . Vezi și Lista regiunilor anatomice umane § Regiuni mai vechi sau mai vechi .
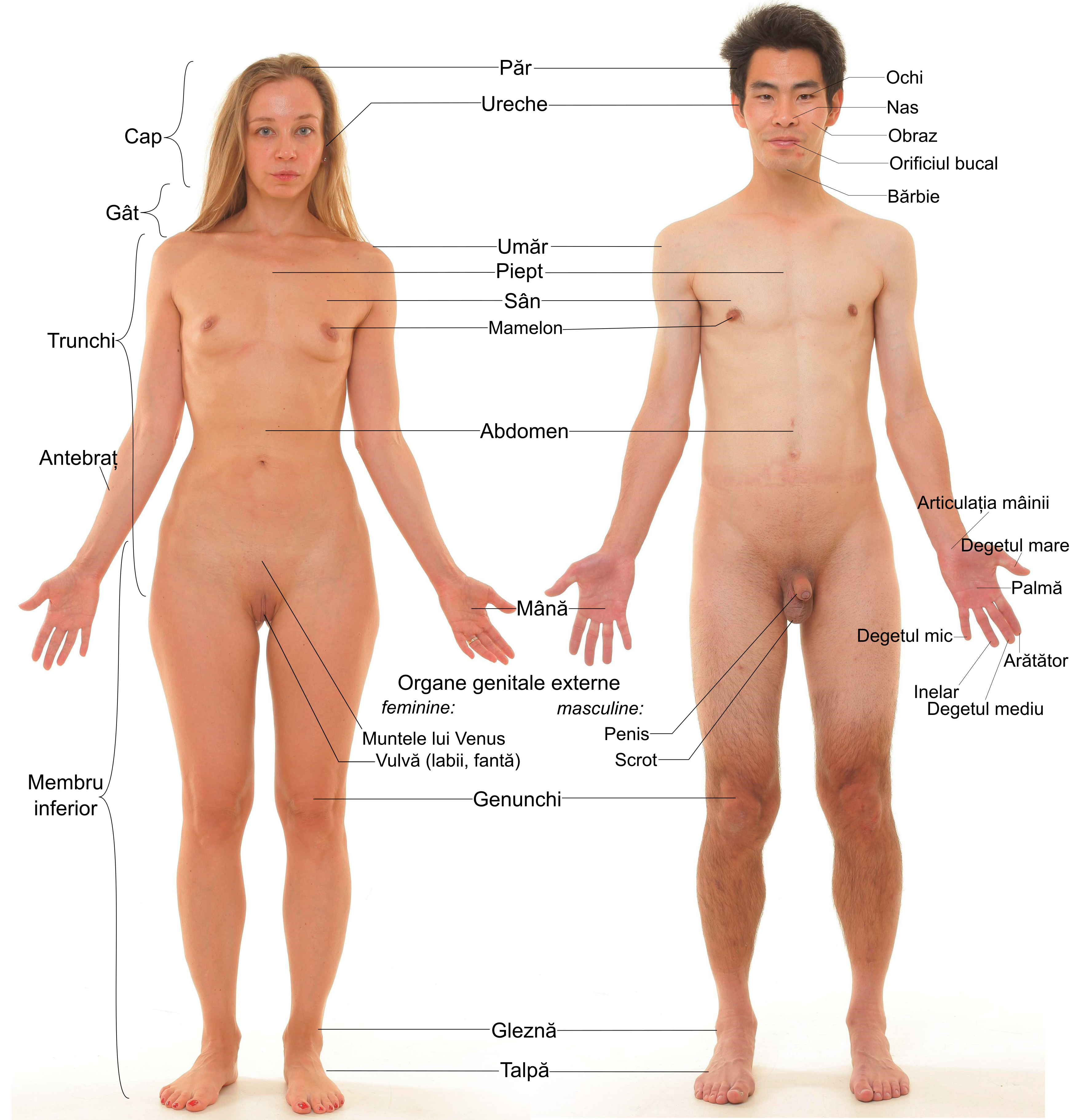
Etichetele caracteristicilor corpului uman sunt afișate pe imaginile corpurilor umane reale, din care au fost îndepărtate părul corpului și părul facial masculin.